# Laurence Rees
Laurence Rees, född 1957, är en brittisk historiker, författare och dokumentärfilmare. Han erhöll en BAFTA-utmärkelse för Nazisterna – en varning från historien.

## Filmografi i urval
- 1997 – Nazisterna – en varning från historien
- 2003 – Colosseum: Rome's Arena of Death
- 2005 – Auschwitz: The Nazis and the Final Solution
- 2005 – Hitler's Place in History
- 2012 – Adolf Hitler – ondskans förförelse